# Kanał Dniepr-Donbas
Kanał Dniepr-Donbas – kanał wodny, mający za zadanie dostarczanie wody do Donbasu, łączący rzeki Dniepr i Doniec.
Industrializacja rejonu donieckiego na przełomie XIX i XX wieku znacznie zwiększyła zapotrzebowanie na wodę, zarówno pitną, jak i przemysłową. Zaczęły występować braki w zaopatrzeniu w wodę. Sytuację miało poprawić wybudowanie kanału Doniec-Donbas, ale  wskutek dużego poboru wody (prawie połowa przepływu rocznego) wystąpiły braki wody w dolinie Dońca.
Dlatego w celu regulowania gospodarki wodnej w 1969 rozpoczęto budowę kanału Dniepr-Donbas, który miał mieć długość 550 km i składać się z dwu odnóg – jednej łączącej bezpośrednio Dniepr z Dońcem, i drugiej do kanału Doniec-Donbas. Pierwszą odnogę oddano do użytku w 1982.
Kanał ma kształt trapezoidalny, szerokość dna wynosi około 10 m, szerokość kanału u góry 30–60 m, a głębokość 4–5 m. Zaczyna się od Zbiornika Dnieprodzierżyńskiego, przechodzi tunelem pod rzeką Oril, przepływa przez obwód dniepropietrowski i wpływa na teren obwodu charkowskiego, gdzie łączy się ze zbiornikami Orelkiwskim i Czerwonopawliwskim, które zostały zbudowane w celu zabezpieczenia zapasu wody w razie awarii. Ten odcinek kanału ma długość 194 km, a różnica poziomów (niwelowana przez stacje pomp) wynosi 63 m. Dalej woda w kanale porusza się grawitacyjnie i wykorzystując częściowo koryto rzeki Bereka, wpływa do Dońca.
Kanał został obliczony na maksymalny przepływ 125 m³/s, ale wykorzystuje około 30% możliwości. W 1991 średni przepływ wynosił 41, a w 2000 10 m³/s.
Po zbudowaniu kanału Dniepr-Donbas Zbiornik Czerwonopawliwski został połączony z Charkowem kanałem o długości 142 km, który dostarcza wodę również do miast Łozowa i Perwomajskij.